# Wynton Rufer
Wynton Alan Whai Rufer (Wellington, 29 dicembre 1962) è un allenatore di calcio ed ex calciatore neozelandese, di ruolo attaccante, eletto nel 2001 miglior giocatore del secolo dell'Oceania.

## Carriera

### Club
Iniziò a giocare a calcio nei panni di portiere, cambiando in seguito ruolo in attaccante. Iniziò la sua carriera tra le file del Wellington United con 24 presenze e 9 gol. Venne quindi girato in prestito al Norwich City dove però non fece nessuna presenza. Successivamente tornò in patria, tra le file del Miramar Rangers, in cui collezionò 8 presenze e 3 gol. Nel 1982 viene acquistato dal Zurigo dove rimarrà fino al 1986, collezionando 100 presenze e 38 gol e diventando un idolo per i tifosi della squadra svizzera. La stagione successiva giocò nell'Aarau facendo 55 presenze e 31 gol, poi nella stagione 1988-1989 giocò nel Grasshoppers, dove mise a referto 36 presenze e 18 gol, vincendo la Coppa Svizzera.
Nel 1989 fu venduto al Werder Brema. Divenne un'icona della squadra di Brema, rimanendoci fino al 1995, collezionando 174 presenze e 59 gol e vincendo due Coppa di Germania nel 1990-1991 e nel 1993-1994, una Coppa delle Coppe nel 1991-1992, due Supercoppa di Germania nel 1993 e nel 1994 e una Bundesliga nel 1992-1993. Nel 1993-1994 fu inoltre capocannoniere della UEFA Champions League a pari merito con Ronald Koeman.
Nella stagione 1996-1997 militò nel JEF United Ichihara Chiba, nella J-League, dove fece 25 gol in 49 presenze. Infine tornò in Germania, ma nelle file del Kaiserslautern, dove collezionò 13 presenze con 4 gol durante la stagione 1997-1998. Tornò in patria e dopo aver girato alcune squadre della Nuova Zelanda e dal 1999 fino al 2002 giocò e concluse la sua carriera al New Zealand Knights Football Club, club calcistico di Auckland.

### Nazionale
Iniziò a giocare nella nazionale neozelandese nel 1980. Fu, assieme Norman Whiteside e a Giuseppe Bergomi, il giocatore più giovane a partecipare al Campionato mondiale di calcio 1982 in Spagna, a soli 19 anni e mezzo. Rimase in nazionale fino al 1997, mettendo a segno 17 gol in 38 presenze. È stato considerato in patria, e lo è tuttora, il giocatore più forte della nazionale neozelandese.

## Individuale
È stato Calciatore oceaniano dell'anno nel 1989, nel 1990 e nel 1992. Inoltre fu capocannoniere della UEFA Champions League 1993-1994, a pari merito con il giocatore del Barcellona Ronald Koeman.

## Palmarès

### Giocatore

#### Club
- Coppa Svizzera: 1

Grasshoppers: 1988-1989
- Supercoppa di Svizzera: 1

Grasshoppers: 1989
- Coppa di Germania: 2

Werder Brema: 1990-1991, 1993-1994
- Coppa delle Coppe: 1

Werder Brema: 1991-1992
- Campionato tedesco: 1

Werder Brema: 1992-1993
- Supercoppa di Germania: 2

Werder Brema: 1993, 1994

#### Individuale
- Calciatore dell'Oceania dell'anno: 3

1989, 1990, 1992
- Capocannoniere della UEFA Champions League 1993-1994 (8 reti, a pari merito con Ronald Koeman)